# 塔拉西夫卡 (科然卡市镇)
塔拉西夫卡（烏克蘭語：Тарасівка），是烏克蘭中北部基輔州法斯蒂夫區科然卡市镇内的村落。始建於1255年，面積0.45平方公里，海拔高度199米，2001年人口28，人口密度每平方公里62.2人。
49°53′11″N 29°51′31″E / 49.88639°N 29.85861°E